# Ivo Cersósimo
Ivo Anunciato Cersósimo (Pompeia (SP), 14 de novembro de 1934 — Dourados(MS), 31 de outubro de 2005) foi um político brasileiro. Exerceu o mandato de deputado federal constituinte em 1988.
Cersósimo formou-se em direito em 1978 pela Faculdade Brás Cubas de Direito, localizada em São Paulo.

## Carreira Política
Ivo Cersósimo formou-se em direito e iniciou sua carreira política no ano de 1962 ao se candidatar e se eleger a vereador pelo Partido Social Democrático (PSD). Durante seu mandato entrou em vigor o Ato Institucional Número 2, que extinguia os partidos políticos e permitia apenas o bipartidarismo, aceitando candidatos do ARENA e do Movimento Democrático Brasileiro (MDB). Com isso, Cersósimo se filiou a Aliança Renovadora Nacional (ARENA), partido conservador que apoiava o regime militar.
Em 1966 Ivo Cersósimo iniciou seu duplo mandato como deputado estadual em Mato Grosso, onde também ocupou o posto de vice-presidente da Assembleia Legislativa do Estado.
Em 1970 se reelegeu por um mandato como deputado estadual e, no ano seguinte, presidiu comissões dentro da Assembleia do Mato Grosso como: Comissão de Finanças e Orçamento e Comissão de Constituição e Justiça. Em 1976, se candidatou à prefeitura de Dourados, mas não obteve votos suficientes para se eleger ao cargo. Com a inviabilidade de sua eleição, Cersósimo mudou-se para São Paulo e passou a dedicar-se aos estudos formando-se em direito pela Faculdade Brás Cubas de Direito, em 1978.
Em 1979, com o fim do bipartidarismo, Ivo Cersósimo se filiou ao Partido do Movimento Democrático Brasileiro (PMDB), pelo qual, além de líder da bancada, em 1982 se elegeu como deputado estadual pelo Mato Grosso do Sul.
Em 1986, Ivo Cersósimo se candidatou a deputado federal por Mato Grosso do Sul e se elegeu pelo PMDB. Na Assembleia Nacional Constituinte participou e foi suplente de comissões e subcomissões, são elas: Subcomissão dos Municípios e Regiões, Comissão da Organização do Estado, Subcomissão de Tributos, Participação e Distribuição das Receitas e Comissão do Sistema Tributário, Orçamento e Finanças.
Se tratando de votações da Constituinte, o deputado mostrou-se um tanto conservador em suas opiniões e votos, abstendo-se e ausentando-se de votações importantes para a elaboração da Constituinte.
Em 1991, Ivo Cersósimo deixou de fazer parte da Câmara dos Deputados, dando fim a sua carreira política.

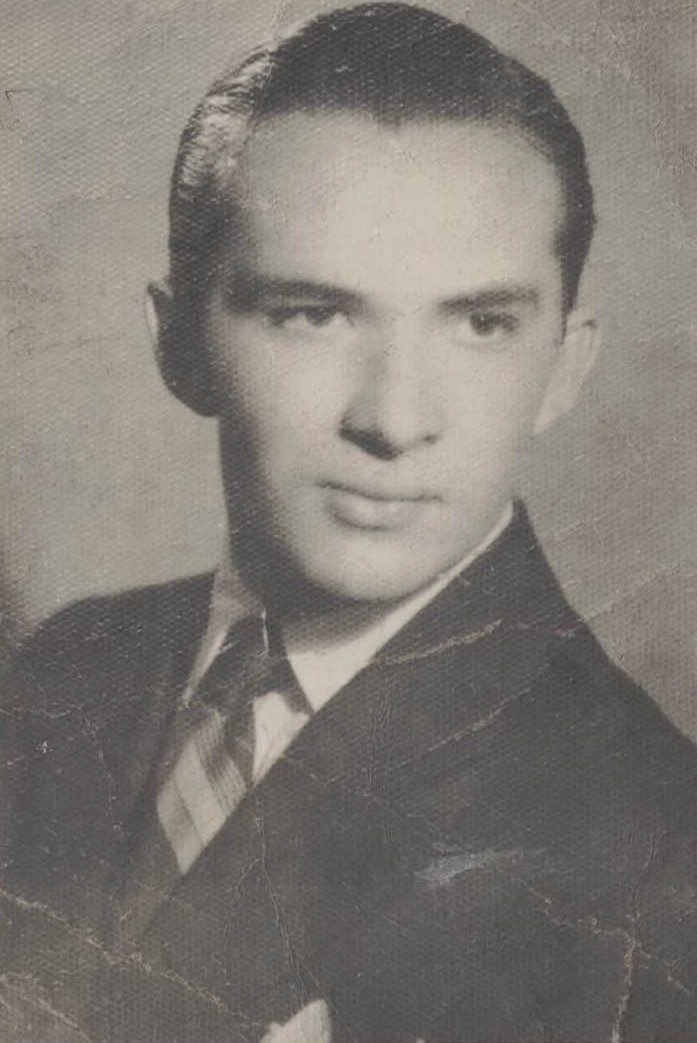
Ivo Cersósimo - 17 anos - 06 de janeiro de 1951

Em 2008, o trecho de estrada que fica entre as cidades de Dourados e Ponta Porã, conhecido popularmente como "Anel Viário" ganhou o nome de "Rodovia Deputado Ivo Cersósimo" em homenagem ao político.

## História
Ivo Anunciato Cersósimo, nasceu em Pompeia (SP), em 14 de novembro de 1934, era filho de italianos natos, Sra. Nair Ragazzi Cersósimo e Sr. José Cersósimo. Teve três filhos, sendo a ordem: Luis Fernando Meirelles Cersósimo, Maria Aparecida Meirelles Cersósimo, frutos do primeiro casamento com Luiza Meirelles Cersósimo, e, Fernanda Sibeli Sotelo Teixeira Cersósimo, fruto de sua última União com Clarice Teixeira da Silva Peixoto. Além disso, conviveu por aproximadamente 30 anos com Valderez de Oliveira até seu falecimento em maio de 1998. Ivo, também já era avô de Fernanda Pinto Cersósimo, filha de seu primogênito. Na carreira política, foi Vereador, Deputado Estadual e Federal, participou de eventos históricos brasileiros e esteve ao lado de grandes nomes da política. Autor do Projeto de Lei que deu autonomia à Polícia Rodoviária Federa (PRF), foi, também, um dos principais fundadores da SOCIGRAN (atual Unigran em Dourados/MS). Seu nome foi eternizado, sendo atualmente nome da rodovia, conhecida como perimetral norte na cidade de Dourados/MS, trecho da BR-463 entre Dourados e Ponta Porã. Cersósimo faleceu em 31 de outubro de 2005, após complicações decorrentes de uma queda no leito de um hospital, no qual estava internado.
1. 1 2 3 4 5 6 7 8 9 10  «Ivo Cersósimo - CPDOC». CPDOC. Consultado em 2 de janeiro de 2018
2. 1 2 3 4  «Conheça os Deputados». Portal da Câmara dos Deputados. Consultado em 25 de setembro de 2018

1. ↑  «Ivo Cersósimo – Memórias». Consultado em 12 de abril de 2023